# Briarée
Pour les articles homonymes, voir Égéon (homonymie).

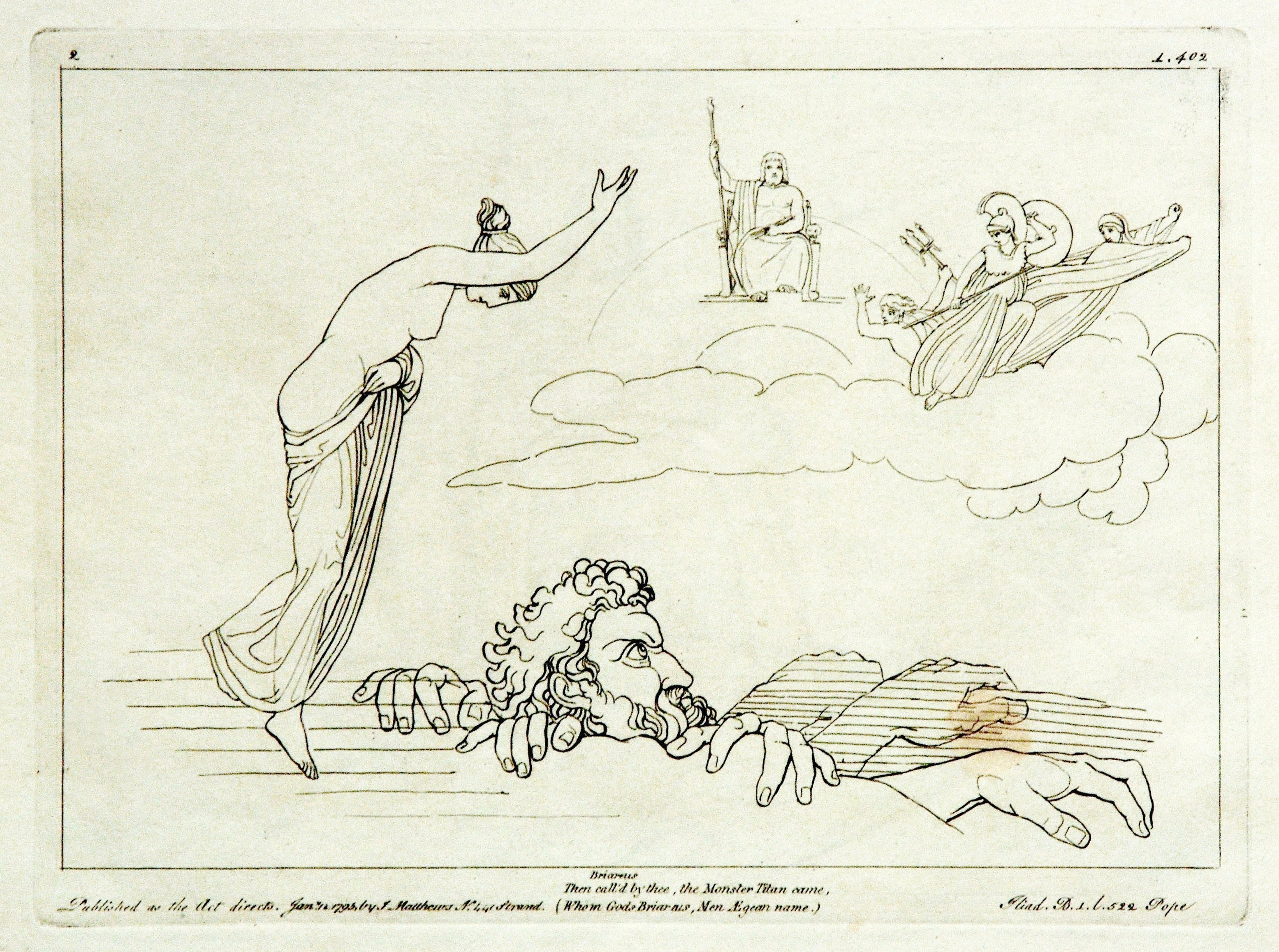
Briarée, un des trois Hécatonchires, gravure allemande.

Dans la mythologie grecque, Briarée ou Égéon est un des trois Hécatonchires, frère de Cottos et Gygès. Son nom signifie « le fort » ou encore « le redoutable ».

## Mythologie
Lorsque Héra, Athéna et Poséidon tentèrent d'enchaîner Zeus, Thétis l'avertit du danger qui le menaçait et, pour le défendre, fit appel aux Hécatonchires, c'est ainsi que Briarée effraya les trois conspirateurs. Thétis lui offrit en récompense la main de Cymopolée, déesse des tempêtes en mer, fille de Poséidon. Sa naissance et ses exploits sont racontés par Hésiode dans la Théogonie et par Homère, qui lui donnent aussi les noms d'« Obriarée » et « Égéon ». Dans la dispute entre Poséidon et Hélios pour Corinthe, Briarée, appelé comme arbitre, décide de n'accorder au dieu de la mer que l'Isthme, tandis qu'à Hélios est octroyée Acrocorinthe. Platon utilise Briarée dans Les Lois pour imager la force par la multiplication.
Certaines sources orthographient parfois son nom « Aégaon ».

## Éponymie
Égéon, un des satellites naturels de Saturne, porte son nom.

## Dans la culture populaire
- Dans le tome 4 de la saga de Fantasy Percy Jackson Briarée est libéré par Percy, Annabeth , Tyson et Grover alors qu'il est retenu prisonnier dans la prison d'Alcatraz, il aide plus tard les héros dans leur aventure[3].

### Sources
- Hésiode, Théogonie [détail des éditions] [lire en ligne] (147-152 ; 287).
- Platon, Les Lois [détail des éditions] [lire en ligne] (Livre VII, 795c).